# 유어 히트 퍼레이드
《유어 히트 퍼레이드》(영어: Your Hit Parade)는 미국의 라디오 음악 프로그램이자 텔레비전 음악 프로그램이다. 1935년부터 1953년까지는 라디오로 송출하였고, 1950년부터 1959년까지는 텔레비전으로 방송하였다. 아메리칸 토바코의 럭키 스트라이크의 스폰서를 받았으며, 24년 간 프로그램이 진행되는 동안 19팀의 오케스트라 리더와 52명의 가수나 그룹이 출연하였다. 하지만 많은 사람들은 이 프로그램의 제목을 더 히트 퍼레이드(영어: The Hit Parade)라고 잘못 불렀다.
유어 히트 퍼레이드가 처음 보여졌을 때, 뭐라 불려야 할 지 정해지지 않았다. 그래서 언론은 다양한 방식으로 이 프로그램을 언급했는데, 그 중 가장 많이 사용되었던 것은 "히트 퍼레이드", "더 히트 퍼레이드", "더 럭키 스트라이크 히트 퍼레이드" 등이었다. 프로그램 제목은 공식적으로 1935년 11월 9일까지 공식적인 이름이 없었다.
청취자는 "'유어 히트 퍼레이드 서베이'는 베스트셀러 악보와 축음기 음반, 방송에서 가장 많이 송출되는 노래를 정확하게 확인하여 대중음악에 대한 미국의 입맛을 알려준다"라는 말을 들었다. 하지만 이 프로그램에서 순위를 선정하는 방식은 현재까지 비밀로 남아있다. 일각에서는 노래를 선택하는 방식이 다양한 공연이나 제작 요인으로 인하여 자의적으로 이루어졌다고 생각한다. 유어 히트 퍼레이드의 광고 에이전시(초기엔 로드 앤 토마스였으며, 이후 BBDO로 변경됨)는 톱 히트곡을 결정하는 데 사용돈 구체적인 출처나 방법은 밝히지 않았으며, 라디오 가이드는 "신청곡, 악보 판매량, 주크박스의 주크박스 등을 바탕으로 한 것"이라고 주장하였다.

## 같이 보기
- MCA (기업)